# هنري إي. بلاكمان
هنري إي. بلاكمان (بالإنجليزية: Henry E. Blackman)‏ هو سياسي أمريكي، ولد في 1820. انتخب عضو مجلس نواب ميشيغان ‏.